# Jan Vincentsz van der Vinne

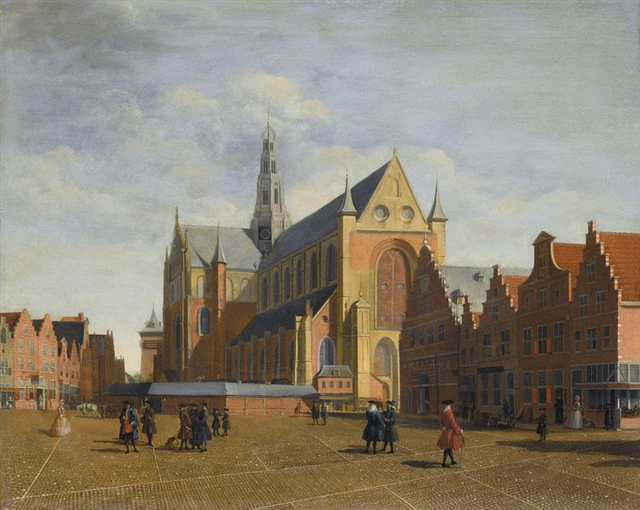
Haarlem, de Groote Markt kijkend naar de Sint-Bavokerk

Jan Vincentsz van der Vinne of Jan de Nageoires (Haarlem, 1663  – aldaar, 1721) was een 18e-eeuwse Noord-Nederlandse schilder. Hij was een van de drie zoons van kunstschilder Vincent van der Vinne, zijn broers Laurens en Isaac waren ook schilders.
Volgens de RKD werkte hij, behalve voor een kort verblijf in Engeland in de jaren 1686-1688, net als zijn broers, de schilders Laurens en Isaac in Haarlem. Hij staat bekend om zijn Italiaanse landschappen en scènes met ruiters.
De schilder Jan Mensing was zijn leerling.